# Misu-dong
Misu-dong (koreanska: 미수동) är en stadsdel  i staden Tongyeong i provinsen Södra Gyeongsang i den södra delen av Sydkorea, 300 km sydost om huvudstaden Seoul. Den ligger på den norra delen av ön Mireukdo.